# Петър Алчев
Петър Алчев (на македонска литературна норма: Петре Алчев) е югославски политик и общественик, комунист.

## Биография
Андонов е роден в 1880 година във велешкото село Ращани, което тогава е в Османската империя. Работи като столар. Става член на работническото дружество „Класово единство“ и един от основателите на Велешката социалдемократическа организация. Оглавява комунистичката листа на общинските избори в Кралска Югославия на 22 август 1920 година и става председател на комунистическата общинска управа във Велес. Алчев е сред инициаторите за издаването на вестник „Социялистичка зора“ в Скопие. Поради болест и заплахи подава оставка като председател и престава да се занимава с политика. На негово място е избран Йован (Йовче) Джипунов.
При разгрома на Кралска Югославия през април 1941 година, влиза в Българския акционен комитет във Велес.
Умира в 1956 година във Велес.